# Сезар (кінопремія, 2004)

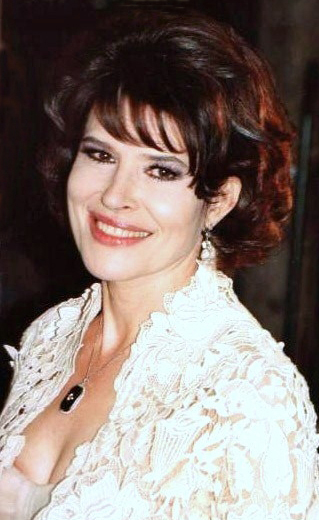
Президент 29-ї церемонії «Сезара» Фанні Ардан

29-та церемонія вручення нагород премії «Сезар» Академії мистецтв та технологій кінематографа за заслуги у царині французького кінематографу за 2003 рік відбулася 21 лютого 2004 року в Театрі Шатле (Париж, Франція). 
Церемонія проходила під головуванням Фанні Ардан, розпорядником та ведучим виступив французький актор та режисер Гад Ельмалех. Найкращим фільмом визнано стрічку Навали варварів режисера Дені Аркана.

## Статистика
Фільми, що отримали декілька номінацій:
| Фільм                                                                                             | Номінації | Перемоги |
| ------------------------------------------------------------------------------------------------- | --------- | -------- |
| • Бон вояж! / Bon voyage                                                                          | 11        | 3        |
| • Тільки не в губи / Pas sur la bouche                                                            | 9         | 3        |
| • Заблудні / Les Égarés                                                                           | 4         | —        |
| • Крихітка Лілі / La Petite Lili                                                                  | 4         | 2        |
| • Мосьє N. / Monsieur N.                                                                          | 4         | —        |
| • Навали варварів / Les Invasions barbares                                                        | 4         | 3        |
| • Почуття / Les Sentiments                                                                        | 4         | —        |
| • Відколи поїхав Отар / Depuis qu'Otar est parti...                                               | 3         | 1        |
| • Тріо з Бельвіля / Les Triplettes de Belleville                                                  | 3         | 1        |
| • Трилогія: ·· Дивовижна пара / Un couple épatant ·· Втеча / Cavale ·· Після життя / Après la vie | 3         | 1        |
| • Басейн / Swimming Pool                                                                          | 2         | —        |
| • Батько і сини / Père et Fils                                                                    | 2         | —        |
| • Пристрасні тіла / Les Corps impatients                                                          | 2         | —        |
| • Страх і трепет / Stupeur et Tremblements                                                        | 2         | 1        |
| • Хто убив Бембі? / Qui a tué Bambi ?                                                             | 2         | —        |

## Список лауреатів та номінантів
★Переможців виділено окремим кольором.

### Основні категорії
| Категорії                                       | Лауреати та номінанти | Лауреати та номінанти |
| ----------------------------------------------- | --- | --- |
| Найкращий фільм                                 | ★ Навали варварів / Les Invasions barbares (реж.: Дені Аркан)                                                                                             | ★ Навали варварів / Les Invasions barbares (реж.: Дені Аркан)                                                            |
| Найкращий фільм                                 | • Бон вояж! / Bon voyage (реж.: Жан-Поль Раппно) | |
| Найкращий фільм                                 | • Тільки не в губи / Pas sur la bouche (реж.: Ален Рене)                                                                                                  | |
| Найкращий фільм                                 | • Почуття (реж.: Ноемі Львовскі) | |
| Найкращий фільм                                 | • Тріо з Бельвіля / Les Triplettes de Belleville (реж.: Сільвен Шоме)                                                                                     | |
| Найкраща режисерська робота                     | | ★ Дені Аркан за фільм «Навали варварів»                                                                                  |
| Найкраща режисерська робота                     | • Жан-Поль Раппно — «Бон вояж!» | |
| Найкраща режисерська робота                     | • Ален Рене — «Тільки не в губи» | |
| Найкраща режисерська робота                     | • Клод Міллер — «Крихітка Лілі» (La Petite Lili) | |
| Найкраща режисерська робота                     | • Люка Бельво — «Дивовижна пара» (Un couple épatant), «Втеча» (Cavale (film, 2002)), «Після життя» (Après la vie) (трилогія) (Trilogie de Lucas Belvaux)) | |
| Найкращий актор                                 | | ★ Омар Шаріф — «Мосьє Ібрагім і квіти Корану» (за роль Мосьє Ібрагіма Денежі)                                            |
| Найкращий актор                                 | • Даніель Отей — «Тільки після Вас!» (Après vous) (за роль Антуана Лету)                                                                                  | |
| Найкращий актор                                 | • Жан-П'єр Бакрі (Jean-Pierre Bacri) — «Почуття» (за роль Жака)                                                                                           | |
| Найкращий актор                                 | • Гад Ельмалех — «Шу-шу» (Chouchou (film)) (за роль Шукрі (Шушу))                                                                                         | |
| Найкращий актор                                 | • Бруно Тодескіні — «Його брат» (за роль Тома) | |
| Найкраща акторка                                | | ★ Сільвія Тестю — «Страх і трепет» (за роль Амелі)                                                                       |
| Найкраща акторка                                | • Жозіан Баласко — «Прокляття» (Cette femme-là) (за роль Мішель Варен)                                                                                    | |
| Найкраща акторка                                | • Наталі Бей — «Почуття» (за роль Кароль) | |
| Найкраща акторка                                | • Ізабель Карре — «Почуття» (за роль Едіт) | |
| Найкраща акторка                                | • Шарлотта Ремплінг — «Басейн» (за роль Сари Мортон) | |
| Найкращий актор другого плану                   | | ★ Даррі Коул — «Тільки не в губи» (за роль мадам Фоїн)                                                                   |
| Найкращий актор другого плану                   | • Іван Атталь — «Бон вояж!» (за роль Рауля) | |
| Найкращий актор другого плану                   | • Кловіс Корніяк — «Тиждень» (À la petite semaine) (за роль Дідьє)                                                                                        | |
| Найкращий актор другого плану                   | • Марк Лавуан — «Серця чоловіків» (Le Cœur des hommes) (за роль Алекса)                                                                                   | |
| Найкращий актор другого плану                   | • Жан-П'єр Мар'єль — «Крихітка Лілі» (за роль Симона Марсо)                                                                                               | |
| Найкраща акторка другого плану                  | | • Жулі Депардьє — «Крихітка Лілі» (за роль Жанни-Марії)                                                                  |
| Найкраща акторка другого плану                  | • Жудіт Годреш — «Бутик» (France Boutique) (за роль Естель)                                                                                               | |
| Найкраща акторка другого плану                  | • Ізабель Нанті — «Тільки не в губи» (за роль Арлетт) | |
| Найкраща акторка другого плану                  | • Жеральдін Пелас — «Ціна життя» (Le Coût de la vie) (за роль Елени)                                                                                      | |
| Найкраща акторка другого плану                  | • Людівін Саньє — «Басейн» (за роль Жулі) | |
| Найперспективніший актор                        | | ★ Грегорі Деранже (Grégori Derangère) — «Бон вояж!»                                                                      |
| Найперспективніший актор                        | • Ніколя Дювошель — «Пристрасні тіла» (Les Corps impatients)                                                                                              | |
| Найперспективніший актор                        | • Паскаль Елбе (Pascal Elbé) — «Батько і сини» (Père et Fils)                                                                                             | |
| Найперспективніший актор                        | • Грегуар Лепренс-Ренге — «Заблудні» (за роль Філіпа) | |
| Найперспективніший актор                        | • Гаспар Ульєль — «Заблудні» (за роль Івана) | |
| Найперспективніша акторка                       | | ★ Жулі Депардьє — «Крихітка Лілі»                                                                                        |
| Найперспективніша акторка                       | • Марі-Жозе Кроз (Marie-Josée Croze) — «Навали варварів»                                                                                                  | |
| Найперспективніша акторка                       | • Дінара Друкарова — «Відколи поїхав Отар» | |
| Найперспективніша акторка                       | • Софі Квінтон (Sophie Quinton) — «Хто убив Бембі?» | |
| Найперспективніша акторка                       | • Лаура Смет — «Пристрасні тіла» | |
| Найкращий оригінальний або адаптований сценарій | | ★ Дені Аркан — «Навали варварів»                                                                                         |
| Найкращий оригінальний або адаптований сценарій | • Патрік Модіано та Жан-Поль Раппно — «Бон вояж!» | |
| Найкращий оригінальний або адаптований сценарій | • Джулі Бертучеллі, Роже Бобо (Roger Bohbot) та Бернард Ренуччі — «Відколи поїхав Отар»                                                                   | |
| Найкращий оригінальний або адаптований сценарій | • Ален Корно — «Страх і трепет» | |
| Найкращий оригінальний або адаптований сценарій | • Люка Бельво — «Дивовижна пара», «Втеча», «Після життя» (трилогія)                                                                                       | |
| Найкраща музика до фільму                       | ★ Бенуа Шаре (Benoît Charest) за музику до анімаційного фільму «Тріо з Бельвіля»                                                                          | ★ Бенуа Шаре (Benoît Charest) за музику до анімаційного фільму «Тріо з Бельвіля»                                         |
| Найкраща музика до фільму                       | • Габріель Яред — «Бон вояж!» | |
| Найкраща музика до фільму                       | • Стефан Ічер (Stephan Eicher) — «Мосьє N.» (Monsieur N.)                                                                                                 | |
| Найкраща музика до фільму                       | • Брюно Фонтен (Bruno Fontaine (musicien)) — «Тільки не в губи»                                                                                           | |
| Найкращий монтаж                                | ★ Валери Луазлє (Valérie Loiseleux), Людо Трох (Ludo Troch) та Даніель Анезен — «Дивовижна пара», «Втеча», «Після життя»                                  | ★ Валери Луазлє (Valérie Loiseleux), Людо Трох (Ludo Troch) та Даніель Анезен — «Дивовижна пара», «Втеча», «Після життя» |
| Найкращий монтаж                                | • Марілін Монтьє — «Бон вояж!» | |
| Найкращий монтаж                                | • Ерве Де Люс (Hervé de Luze) — «Тільки не в губи» | |
| Найкраща операторська робота                    | ★ Т'єррі Арбоґаст — «Бон вояж!» | ★ Т'єррі Арбоґаст — «Бон вояж!»                                                                                          |
| Найкраща операторська робота                    | • Аньєс Годар — «Заблудні» | |
| Найкраща операторська робота                    | • П'єр Айм (Pierre Aïm) — «Мосьє N.» | |
| Найкращі декорації                              | ★ Катрін Летер'є та Жак Руксель (Jacques Rouxel) — «Бон вояж!»                                                                                            | ★ Катрін Летер'є та Жак Руксель (Jacques Rouxel) — «Бон вояж!»                                                           |
| Найкращі декорації                              | • Патрік Дюран (Patrick Durand) — «Мосьє N.» | |
| Найкращі декорації                              | • Жак Солньє — «Тільки не в губи» | |
| Найкращі костюми                                | ★ Джекі Буден — «Тільки не в губи» | ★ Джекі Буден — «Тільки не в губи»                                                                                       |
| Найкращі костюми                                | • Катрін Летер'є — «Бон вояж!» | |
| Найкращі костюми                                | • Карін Сарфаті — «Мосьє N.» | |
| Найкращий звук                                  | ★ Жан-Марі Блондель, Жерар Арді та Жерар Ламп (Gérard Lamps) — «Тільки не в губи»                                                                         | ★ Жан-Марі Блондель, Жерар Арді та Жерар Ламп (Gérard Lamps) — «Тільки не в губи»                                        |
| Найкращий звук                                  | • П'єр Гаме (Pierre Gamet), Жан Гудьє та Домінік Еннекен (Dominique Hennequin) — «Бон вояж!»                                                              | |
| Найкращий звук                                  | • Олів'є Гуенар, Жан-П'єр Лафорс та Жан-Поль Мюжель — «Заблудні»                                                                                          | |
| Найкращий дебютний фільм                        | ★ «Відколи поїхав Отар» — реж.: Джулі Бертучеллі | ★ «Відколи поїхав Отар» — реж.: Джулі Бертучеллі                                                                         |
| Найкращий дебютний фільм                        | • «Легше верблюду» — реж.: Валерія Бруні-Тедескі | |
| Найкращий дебютний фільм                        | • «Батько і сини» — реж.: Мішель Бужена (Michel Boujenah)                                                                                                 | |
| Найкращий дебютний фільм                        | • «Хто убив Бембі?» — реж.: Жиль Маршан | |
| Найкращий дебютний фільм                        | • «Тріо з Бельвіля» — реж.: Сільвен Шоме | |
| Найкращий короткометражний фільм                | ★ Людина без голови / L'Homme sans tête (реж.: Хуан Дієго Соланас)                                                                                        | ★ Людина без голови / L'Homme sans tête (реж.: Хуан Дієго Соланас)                                                       |
| Найкращий короткометражний фільм                | • Андалузька кішка / La chatte andalouse (реж.: Жеральд Юсташ-Матьє)                                                                                      | |
| Найкращий короткометражний фільм                | • Мабуть, я почекаю наступного / J'attendrai le suivant... (реж.: Філіп Орренді)                                                                          | |
| Найкращий короткометражний фільм                | • Сміття / Pacotille (реж.: Ерік Жамо) | |
| Найкращий фільм іноземною мовою                 | США ★ Таємнича річка / Mystic River (США, реж. Клінт Іствуд)                                                                                              | США ★ Таємнича річка / Mystic River (США, реж. Клінт Іствуд)                                                             |
| Найкращий фільм іноземною мовою                 | США • Слон / Elephant (США, реж. Гас Ван Сент) | |
| Найкращий фільм іноземною мовою                 | США • Банди Нью-Йорка / Gangs of New York (США, реж. Мартін Скорсезе)                                                                                     | |
| Найкращий фільм іноземною мовою                 | Росія • Повернення (Росія, реж. Андрій Звягінцев) | |
| Найкращий фільм іноземною мовою                 | США• Години / The Hours (США, Велика Британія, реж. Стівен Долдрі)                                                                                        | |
| Найкращий фільм Євросоюзу                       | Німеччина • Гуд бай, Ленін! / Good Bye Lenin (Німеччина, реж. Вольфганг Беккер)                                                                           | Німеччина • Гуд бай, Ленін! / Good Bye Lenin (Німеччина, реж. Вольфганг Беккер)                                          |
| Найкращий фільм Євросоюзу                       | Данія • Доґвіль / Dogville (Данія, реж.: Ларс фон Трієр)                                                                                                  | |
| Найкращий фільм Євросоюзу                       | Італія• Найкращі роки молодості / La meglio gioventù (Італія, реж. Марко Тулліо Джордана)                                                                 | |
| Найкращий фільм Євросоюзу                       | Італія • Дихання / Respiro (Італія, Франція реж. Еммануеле Кріалезе)                                                                                      | |
| Найкращий фільм Євросоюзу                       | Велика Британія • Сестри Магдалини / The Magdalene Sisters (Велика Британія, Ірландія реж. Пітер Маллан)                                                  | |

### Спеціальні нагороди
| Нагорода         | Лауреати | Лауреати       |                |
| ---------------- | -------- | -------------- | -------------- |
| Почесний «Сезар» |          | ★ Мішлін Прель | ★ Мішлін Прель |